# جورج د. زامكا
جورج ديفيد «زامبو» زامكا (بالإنجليزية: George David "Zambo" Zamka)‏ (ولد في 29 يونيو 1962 في جيرسي سيتي، الولايات المتحدة) رائد فضاء أمريكي من ناسا وطيار في قوات مشاة بحرية الولايات المتحدة مع أكثر من 3500 ساعة طيران في أكثر من 30 طائرة مختلفة. قام زامكا بالتحليق في المكوك الفضائي ديسكفري في مهمته في أكتوبر 2007 إلى محطة الفضاء الدولية وعمل كقائد للبعثة إس تي إس-130 في فبراير 2010.
حلق زامكا في ستة وستين مهمة قتالية خلال عملية عاصفة الصحراء.